# Hofanlage Dalsper 16
Die Hofanlage Dalsper 16 im niedersächsischen Elsfleth-Dalsper im Landkreis Wesermarsch stammt aus dem 18. und 19. Jahrhundert.

Aktuell (2023) wird sie als Wohnhaus und wohl gewerblich genutzt.
Die Gebäude stehen unter Denkmalschutz (siehe auch Liste der Baudenkmale in Dalsper).

## Geschichte
Die Marschhufensiedlung Moorriem mit der mittigen Bauerschaft Dalsper erstreckt sich über etwa 16 Kilometer, wurde nach 1062 gegründet und erhielt im 14. Jahrhundert die heutige Struktur mit den schmalen, oft extrem langgestreckten Parzellen. Im Abstand von ca. 50 bis 100 Metern liegen zahlreiche Hofstellen auf Wurten.
Diese Hofanlage auf einer Wurt besteht aus
- dem eingeschossigen giebelständigen Wohn- und Wirtschaftsgebäude aus der zweiten Hälfte des 18. Jahrhunderts als Zweiständer-Hallenhaus in Fachwerk mit Steinausfachungen, mit auf profilierten Knaggen vorkragendem reetgedeckten Krüppelwalmdach mit sechs Schleppgauben, Niedersachsengiebeln mit Uhlenloch und der Grooten Door; die Traufseiten wurden überwiegend in Backstein erneuert,[2]
- der giebelständigen rechten Scheune von 1746 (Inschrift an einem Binder) in Fachwerk mit zumeist Steinausfachungen, teils verbohlt, sowie mit reetgedecktem Walmdach, Niedersachsengiebeln, Querdurchfahrt und neueren Vordächern,[3]
- dem traufständigen linken kleinen Backhaus aus dem späten 19. Jh. oder von um 1900, in Backstein und mit Satteldach,[4]
- einem hinteren Nebengebäude
- sowie weiteren nicht denkmalgeschützten Nebenanlagen.

Das Landesdenkmalamt befand: „… geschichtliche und städtebaulichen Bedeutung … die aneinandergereihten Höfe Dalsper 4–16. In ortstypischer Weise zeigen die Wirtschaftsgiebel der fünf parallel stehenden Hallenhäuser nach Osten und zum Marschland … beispielhaft die Siedlungsstruktur und -geschichte von Moorriem. …“